# Dębowiec
Dębowiec [pronunciación en polaco: /dɛmˈbɔvjɛt͡s/] es un pueblo ubicado en el distrito administrativo de Gmina Wielgomłyny, dentro del condado de Radomsko, Voivodato de Łódź, en el centro de Polonia. Se encuentra a unos 6 kilómetros al noroeste de Wielgomłyny, a 19 kilómetros al este de Radomsko, y a 83 kilómetros al sur de la capital regional Łódź.